# Březen 2008
1. března – sobota
 Území České republiky bylo zasaženo silnou vichřicí. Téměř 1 000 000 lidí se ocitlo bez dodávky elektrického proudu díky poškozenému vedení vysokého napětí, kvůli kterým byl odstaven i 2. blok jaderné elektrárny Temelín. Jsou hlášeny rozsáhlé škody na majetku a polomy v lesích, velké problémy řeší i dopravní infrastruktura.
 Českého lva za nejlepší film roku 2007 získaly Tajnosti.
2. března – neděle
 V ruských prezidentských volbách se stal podle oficiálních výsledků vítězem Dmitrij Medvěděv, kandidát preferovaný současným prezidentem Vladimirem Putinem.
3. března – pondělí
 Již třetím dnem platí výjimečný stav v arménském hlavním městě Jerevanu, vyhlášený kvůli protestům opozice proti zvolení premiéra Serže Sarkisjana prezidentem. Je hlášeno celkem 8 mrtvých, značné materiální škody a vydrancované obchody.
7. března – pátek
 Václav Klaus složil ústavní slib prezidenta republiky a stal se hlavou České republiky na následujících pět let. Slib se konal ve Vladislavském sále Pražského hradu za účasti poslanců obou parlamentních komor.
8. března – sobota
 Premier srbské vlády Vojislav Koštunica oznámil prezidentovi Borisi Tadićovi demisi své vlády. Důvodem jsou názorové rozdíly členů současné vlády na situaci kolem vyhlášení samostatnosti Kosova.
9. března – neděle
 Z kosmodromu Kourou ve Francouzské Guyaně odstartovala nosná raketa Ariane 5, která do kosmu vynesla automatickou nákladní loď ATV Jules Verne. První evropské kosmické plavidlo dopraví na oběžnou dráhu zásoby pro vesmírné stanice ISS.
10. března – pondělí
 Ve věku 88 let zemřel český herec a pedagog Radovan Lukavský.
 Španělské parlamentní volby vyhrála současná vládní Španělská socialistická dělnická strana a premiérem nadále zůstává José Luis Zapatero.
11. března – úterý
 Z mysu Canaveral na Floridě odstartoval k Mezinárodní kosmické stanici raketoplán Endeavour. Jde o první noční start raketoplánu od roku 2006.
 Jako první v ČR získala kulinářskou medaili kvality - Michelinovu hvězdičku, restaurace pražského hotelu Four Seasons - Allegro.
 79. velmistrem Suverénního řádu maltézských rytířů se stal dosavadní velkopřevor Anglie Matthew Festing.
13. března – čtvrtek
 Na burze v New Yorku byly překonány historické rekordy ceny zlata, které se prodávalo za více než 1000 dolarů za trojskou unci i ropy, jejíž cena překonala hranici 110 dolarů za barel. Důvodem je jak stále výrazný růst ekonomiky v Číně, tak neustálý propad hodnoty amerického dolaru.
 Chaldejský katolický arcibiskup z Mosulu byl zavražděn. Pohřbené tělo Paulose Faraje Rahha, kterého unesli neznámí ozbrojenci 29. února 2008, když předtím zavraždili jeho řidiče a dva osobní strážce, bylo dnes nalezeno poblíž města.
14. března – pátek
 Největší nepokoje za posledních 57 let propukly v tibetském správním středisku Lhasa. Stovky demonstrantů tam zapalovaly obchody a auta na protest proti čínské nadvládě nad tímto územním celkem a jsou hlášeny již nejméně 2 oběti na lidských životech. Aktualizace 16. 3. - nepokoje stále pokračují, je hlášeno již 80 mrtvých a Čína zablokovala internetové stránky YouTube, které uveřejnily záběry střetů demonstrantů s armádou a policií.
 Zemřela Chiara Lubichová, zakladatelka hnutí Fokoláre
15. března – sobota
  Mario Giordana se stal novým apoštolským nunciem na Slovensku
16. března – neděle
 Silné záplavy připravily v Jižní Americe o život přes 100 lidí, jenom z Bolívie je hlášeno přes 70 obětí.
17. března – pondělí
 Americká centrální banka (Fed) byla vzhledem k vážným potížím v finančním sektoru nucena výrazně snížit diskontní sazbu. Podobný krok Fed neudělal od hospodářské krize ve 30. letech.
  V severním Afghánistánu ve městě Girišk byli při sebevražedném atentátu zabiti 2 dánští vojáci a 1 český voják, 11 lidí bylo zraněno.
18. března – úterý
 Největší letoun světa Airbus A380 poprvé přistál na evropské půdě v Londýně jako dopravní osobní letadlo společnosti Singapore Airlines.
19. března – středa
  Ve věku 90 let zemřel v Kolombu britský spisovatel Arthur C. Clarke.
20. března – čtvrtek
 Sněhová bouře zapříčinila několik hromadných havárií na dálnici D1 v oblasti Českomoravské vysočiny, při kterých havarovalo 189 vozidel a je hlášeno 30 zraněných osob. V následných kolonách o délce až 30 km přitom uvázlo přes 20 000 lidí. Jde o největší dopravní kolaps v ČR za poslední 4 roky.
21. března – pátek
 Ministerstvo zahraničí Spojených států oznámilo, že 3 z jeho zaměstnanců, si bez povolení, prohlíželi záznamy o pasech prezidentských kandidátů Baracka Obamy, Hillary Clintonové a Johna McCaina.
 Francouzský prezident Nicolas Sarkozy oznámil, že země sníží o třetinu stav svých jaderných zbraní, takže celkový arzenál bude obsahovat méně než 300 jaderných hlavic.
22. března – sobota
 - papež Benedikt XVI. během Velikonoční vigilie pokřtil 7 dospělých konvertitů ke katolicismu. Obřad vyvolal rozhořčení a protesty ze strany muslimů, protože mezi pokřtěnými byl i známý novinář muslimského původu, kritik radikálního islámu a obdivovatel Izraele, Magdi Allam.
23. března – neděle
 Ve svém každoročním poselství a požehnání Urbi et Orbi (Městu a světu) hovořil papež Benedikt XVI. především o potřebě vyřešit problémy násilí ve světě a jako jeho hlavní ohniska uvedl především Dárfúr, Somálsko, konflikt mezi Izraelem a Palestinou, Irák, Libanon a Tibet. Naopak nezopakoval svoji vánoční kritiku ekologicky špatného chování průmyslových států, vedoucí ke globálnímu oteplování klimatu.
24. března – pondělí
 Ruský vicepremiér Sergej Ivanov oznámil, že Moskva plánuje zvýšit výrobu konvenčních zbraní až o 120 procent do roku 2015. Je to potvrzení ruského odstoupení od Smlouvy o konvenčních silách v Evropě z roku 1990, které oznámil Vladimir Putin v červenci 2007.
25. března – úterý
 Těžké boje mezi iráckými bezpečnostními silami a milicemi z Mahdího armády propukly v přístavním městě Basra. Po odchodu britských ozbrojených složek ovládly některé části města militantní milice, které se nyní snaží vytlačit z města ozbrojené složky Nejvyššího islámského iráckého shromáždění. V konfliktu se účastní kolem 50 000 vojáků na obou stranách.
 Návrat zimního počasí má za následek další velkou hromadnou havárii ve střední Evropě. Na rakouské dálnici A1 se srazilo přes 60 vozidel, je hlášena 1 oběť na životě a přibližně 40 zraněných.
26. března – středa
 Dalším argumentem pro vysoké tempo globálního oteplování je odtržení obřího ledovce o ploše 570 km2 od území Antarktidy v oblasti Wilkinsova šelfu. Vědci upozorňují na rychlé zmenšování plochy ledovce v této oblasti od 90. let minulého století.
27. března – čtvrtek
 Raketoplán Endeavour přistál po šestnácti denním pobytu na Mezinárodní vesmírné stanici (ISS) na mysu Canaveral na Floridě. Astronauti instalovali na stanici první části japonské laboratoře Kibo a zprovoznili kanadskou robotickou paži Dextre.
 Indický stát Rádžasthán přijal kontroverzní zákon proti konverzi. Zákon ukládá trest 5 let vězení a pokutu 50 000 rupií (asi 800 eur) za získávání konvertitů „využíváním síly, kouzly nebo nečestnými způsoby“. Jeho zjevným účelem je zastavit stále častější konverze hinduistů ke křesťanství. Proti zákonu protestovali křesťanští představitelé, podle kterých porušuje náboženskou svobodu.
28. března – pátek
 Výrazný celosvětový nárůst cen rýže je způsoben poklesem jejích globálních zásob a celkovým trendem využívání zásob potravinářských komodit pro výrobu "ekologických motorových paliv".
30. března – neděle
 Počet článků na všech jazykových verzích Wikipedie přesáhl 10 milionů.
 Pokračující ozbrojené střety mezi vládními vojsky a šíitskými milicionáři z Mahdího armády si v Iráku vyžádaly již na 280 obětí. Na straně vlády se do bojů zapojilo americké letectvo, britské dělostřelectvo i americké pozemní síly. Při náletech na Basru zemřelo nejméně 20 osob.
 Podle oficiální statistické ročenky vydávané Svatým stolcem počet přívrženců islámu tento rok poprvé v historii převýšil počet katolíků. V současné době je podle ročenky na světě asi 2 miliardy křesťanů (z toho 1,13 miliardy katolíků) a 1,3 miliardy muslimů.
31. března – pondělí
 Česká policie představila nový barevný vzor pro své policejní vozy. Návrh byl vzápětí na to kritizován veřejností i historiky, neboť ve žlutomodré kombinaci se vyskytující žluté blesky jsou až příliš podobné runám používaným jako znak SS. Mimo to byl označen za plagiát jiného návrhu, kde byly ovšem žluté vzory orientovány trochu jinak. Archivováno 4. 4. 2008 na Wayback Machine.